# باشگاه فوتبال رویال آنتورپ
باشگاه فوتبال رویال آنتورپ (انگلیسی: Royal Antwerp F.C.) یک باشگاه حرفه‌ای فوتبال در لیگ برتر فوتبال بلژیک است که در شهر آنتورپ در کشور بلژیک قرار دارد.
این باشگاه ۱۵ سال پیش از تشکیل اتحادیه سلطنتی فوتبال بلژیک و حوالی سال ۱۸۸۱ توسط دانشجویان انگلیسی مقیم آنتورپ و تحت عنوان باشگاه کریکت آنتورپ تأسیس شد. رویال آنتورپ به عنوان قدیمی‌ترین باشگاه فوتبال بلژیک شناخته می‌شود. در ابتدا در این باشگاه، اعضا به صورت حرفه‌ای و سازمان یافته فوتبال بازی نمی‌کردند اما در سال ۱۸۸۷ رسماً به باشگاه فوتبال آنتورپ تغییر ماهیت داد. در سال ۱۸۹۵، آن‌ها نخستین باشگاهی بودند که در اتحادیه فوتبال بلژیک ثبت نام کردند و به همین جهت در سال ۱۹۲۶ و در زمانی که اتحادیه فوتبال بلژیک تصمیم به ثبت باشگاه ها با یک کد گرفت، به باشگاه آنتورپ عدد یک اختصاص یافت.

## افتخارات

### داخلی
لیگ برتر فوتبال بلژیک
قهرمان (۵): ۲۹–۱۹۲۸، ۳۱–۱۹۳۰، ۴۴–۱۹۴۳، ۵۷–۱۹۵۶، ۲۳–۲۰۲۲
لیگ دسته یک فوتبال بلژیک
قهرمان (۲): ۲۰۰۱–۲۰۰۰، ۱۷–۲۰۱۶
جام حذفی فوتبال بلژیک
قهرمان (۴):  ۵۵–۱۹۵۴، ۹۲–۱۹۹۱، ۲۰–۲۰۱۹، ۲۳–۲۰۲۲
سوپر جام فوتبال بلژیک
قهرمان (۱): ۲۳–۲۰۲۲

### بین‌المللی
جام برندگان جام اروپا
نایب قهرمان (۱): ۹۳–۱۹۹۲